# The Swiss Army Romance
The Swiss Army Romance — перший повноцінний студійний альбом американського гурта Dashboard Confessional. Вперше був виданий у 2000 році на незалежному лейблі Fiddler Records орієнтовним накладом у 1 000 примірників. Згодом 14 листопада 2000 року альбом був офіційно виданий на Drive-Thru Records. У 2003 році права на альбом було продані Carrabba та Vagrant Records і альбом був перевиданий 22 квітня 2003 року. До перевиданої версії альбому увійшли два бонусні треки: «Hold On» та «This Is a Forgery».   

## Список пісень
Автор музики і слів Dashboard Confessional. 
| The Swiss Army Romance | The Swiss Army Romance        | The Swiss Army Romance |
| #                      | Назва                         | Тривалість             |
| ---------------------- | ----------------------------- | ---------------------- |
| 1.                     | «Screaming Infidelities»      | 3:33                   |
| 2.                     | «The Sharp Hint of New Tears» | 3:02                   |
| 3.                     | «Living in Your Letters»      | 3:40                   |
| 4.                     | «The Swiss Army Romance»      | 3:06                   |
| 5.                     | «Turpentine Chaser»           | 3:20                   |
| 6.                     | «A Plain Morning»             | 3:40                   |
| 7.                     | «Age Six Racer»               | 2:21                   |
| 8.                     | «Again I Go Unnoticed»        | 2:24                   |
| 9.                     | «Ender Will Save Us All»      | 5:13                   |
| 10.                    | «Shirts and Gloves»           | 2:53                   |

| Перевидана версія | Перевидана версія          | Перевидана версія |
| #                 | Назва                      | Тривалість        |
| ----------------- | -------------------------- | ----------------- |
| 11.               | «Hold On»                  | 2:08              |
| 12.               | «This Is a Forgery»        | 5:37              |
| 13.               | «Untitled (схований трек)» | 4:02              |

## Хіт-паради

### Альбом
| Рік  | Хіт-парад       | Найвища позиція |
| ---- | --------------- | --------------- |
| 2003 | Top Heatseekers | 39              |

### Сингли
| Сингл                  | Хіт-парад          | Найвища позиція |
| ---------------------- | ------------------ | --------------- |
| Screaming Infidelities | Modern Rock Tracks | 22              |